# Roman Law Library

La Roman Law Library (Projet Justinien) est une édition numérique des sources du droit romain, depuis les premiers textes de l'époque royale jusqu'aux compilations de la période byzantine. Elle contribue par la richesse des thèmes abordés à une meilleure compréhension des textes fondateurs de notre système juridique contemporain. 
Né de la collaboration d'un historien du droit (Yves Lassard) et d'un spécialiste de la société romaine archaïque (Alexandr Koptev), le projet se donne pour principal objectif de faciliter le travail des chercheurs qui utilisent Internet. Doté d'une abondante bibliographie, le site recense aujourd'hui près de 4 000 textes répartis sous une vingtaine de rubriques (leges, senatus consulta, constitutiones principis, responsa prudentium, etc) ainsi qu'un très grand nombre de traductions. Des spécialistes de diverses disciplines contribuent également à la réussite du projet : papyrologues, étruscologues, linguistes et historiens du droit.
Hébergée sur le serveur de l'université Grenoble-Alpes, cette publication s’inscrit dans les orientations de recherche historiques définies par le Centre d'études sur la sécurité internationale et les coopérations européennes (CESICE) de la Faculté de droit de Grenoble.